# Kabinet van Grafische Kunst
Het Kabinet van Grafische Kunst (Gabinet de les Arts Gràfiques) is een museum dat werd geopend in 1942 en is gevestigd in het Palau Reial Pedralbes in Barcelona. Samen met het Museum van Decoratieve Kunsten (Museu de les Arts Decoratives) en het Textiel- en Kledingmuseum (Museu Tèxtil i d'Indumentària) maakt het deel uit van de Design Hub (Disseny Hub Barcelona). Oorspronkelijk zat deze hub in het Koninklijk Paleis van Pedralbes (Palau Reial de Pedralbes) in Barcelona.[1] Deze groep van musea is sinds 2008 gevestigd aan de Plaça de les Glòries Catalanes 37.

## Geschiedenis
In 1942 stichtte het Museu d'Arts, Indústries i Tradicions Populars (Museum van Kunst, Industrieën en Populaire Tradities) een populaire gravureafdeling, en maakte gebruik van de houtgravureblokken samengesteld door de Raad van Musea. In 1968 breidde dit kleine museum, gelegen in het Spaanse dorp uit als gevolg van schenkingen van diverse materialen (machines, mallen, blokken en gedrukt materiaal). Het museum nam de naam Secció de Gravat i Arts Gràfiques (Sectie Graveerkunst en Grafische Kunsten). In 1974 breidde het museum weer uit tot een actieve drukkerij en werd de naam omgedoopt tot Museu del Llibre i de les Arts Gràfiques (Museum van Boeken en Grafische Kunst), hoewel de drukkerij niet operatief werd voor 1981.

## Collectie
De collecties van het museum omvatten betekenisvolle stalen van de typografie zoals ponsen, matrijzen en traceerplaten, evenals drukwerk dat bindwijzen, verpakkingsmateriaal, etiketten en posters bevat. Belangrijke drukkers zoals: Elzeviriana, Bobes, Seix Barral en Tobella, Naipes Comas (de makers van speelkaarten), Tallers Roca (de industriële boekbinders) en de Neufville lettergieterij, hebben bijgedragen aan de uitbreiding van het museum. Bovendien schonken bepaalde kunstenaars en hun families grafische werken en graveermallen — zoals in het geval van Miquel Plana en de families van Josep Obiols en Miquel Llovet. De collectie is aanwezig op tentoonstellingen en in de Studie Galeries geprogrammeerd door de Disseny Hub.
Het doel van deze Study Galleries is een omgeving te scheppen die de ideeën van een tijdelijke tentoonstelling, een documentatiecentrum en museumbewaarplaats combineert maar zijn eigen identiteit heeft. Verschillende objecten zijn samengevoegd op basis van typologieën en voorgesteld op een manier die bezoekers toelaat om te studeren, na te denken en te reflecteren over de museumcollecties.